# Liberalismo clássico nos Estados Unidos
O liberalismo clássico nos Estados Unidos é uma filosofia política e moral baseada em conceitos de direitos inalienáveis do indivíduo. Os ideais liberais fundamentais de liberdade de expressão, liberdade de imprensa, liberdade de religião, separação entre Igreja e Estado, direito ao devido processo legal e igualdade perante a lei são amplamente aceitos como um fundamento comum do liberalismo. Ele difere do liberalismo em todo o mundo porque os Estados Unidos nunca tiveram uma aristocracia e evitaram muito da guerra de classes que caracterizou a Europa. De acordo com Ian Adams, “todos os partidos americanos são liberais e sempre foram. Essencialmente, eles defendem o liberalismo clássico, que é uma forma de constitucionalismo whig democratizado associado ao mercado livre. O ponto de diferença vem com a influência do liberalismo social" e o papel adequado do governo.
O liberalismo moderno inclui questões como casamento entre pessoas do mesmo sexo, direitos reprodutivos e outros direitos das mulheres, direitos de voto para todos os cidadãos adultos, direitos civis, justiça ambiental e proteção governamental do direito a um padrão de vida adequado. Os serviços sociais nacionais, como oportunidades educacionais iguais, acesso a assistência médica e infraestrutura de transporte, têm como objetivo cumprir a responsabilidade de promover o bem-estar geral de todos os cidadãos, conforme estabelecido pela Constituição dos Estados Unidos. Alguns liberais, que se autodenominam liberais clássicos, fiscais conservadores ou libertários, endossam ideais liberais fundamentais, mas divergem do pensamento liberal moderno, alegando que a liberdade econômica é mais importante do que a igualdade e que o bem-estar geral conforme enumerado na Cláusula de Bem-Estar Geral excede o papel legítimo do governo.
Desde a década de 1930, o termo liberalismo é normalmente usado sem qualificador para se referir ao liberalismo social, uma variedade de liberalismo que endossa uma economia de mercado regulada e a expansão dos direitos civis e políticos, com o bem comum considerado compatível ou superior ao liberdade do indivíduo. Essa filosofia política foi exemplificada pelas políticas do New Deal de Franklin D.Roosevelt e, posteriormente, pela Great Society de Lyndon B.Johnson. Outras realizações incluem a Works Progress Administration e a Social Security Act em 1935, bem como a Civil Rights Act de 1964 e a Voting Rights Act de 1965. Essa variedade de liberalismo também é conhecida como liberalismo moderno para distingui-lo do liberalismo clássico, do qual surgiu junto com o conservadorismo moderno.

## História

### Séculos XVIII e XIX
As origens do liberalismo americano estão nos ideais políticos da Idade do Iluminismo. A Constituição dos Estados Unidos de 1787 estabeleceu a primeira república moderna, com soberania sobre o povo (não em um monarca), contra a emissão de papel-moeda para sustentar dívidas privadas e o desarmamento, sem violação ao direito de privacidade dos cidadãos do país, o combate a desigualdade social,  sem apoio a um exército permanente, sem apoio a salvamentos financeiros, sem apologia a a tortura, sem aristocracia governante hereditária e sem revisão e/ou negociação de todos esses princípios. No entanto, a Constituição limitou a liberdade, em particular ao aceitar a escravidão. Os Pais Fundadores reconheceram a contradição, mas acreditavam que precisavam de uma nação unificada o suficiente para sobreviver no mundo.
Durante o final do século XVIII e no século XIX, os Estados Unidos estenderam a liberdade a classes cada vez mais amplas de pessoas. Os estados aboliram muitas restrições ao voto em homens brancos durante o início do século XIX. A Constituição foi emendada em 1865 para abolir a escravidão e em 1870 para estender o voto aos homens negros. Essa filosofia também aplicou pela primeira vez a imaginação na academia.

### Era Progressiva
À medida que a economia dos Estados Unidos começou a se deslocar para a manufatura e os serviços durante o século XIX, os liberais começaram a considerar a corrupção e as concentrações de poder econômico (chamadas de trustes na época) como ameaças à liberdade. Durante a Era Progressiva do início do século XX, foram aprovadas leis restringindo os monopólios e regulamentando as tarifas das ferrovias.
Segundo James Reichley, o termo liberalismo adquiriu seu significado atual nos Estados Unidos durante a década de 1920. No século XIX e no início do século XX, o termo geralmente descrevia o liberalismo clássico, que enfatiza o governo limitado, a liberdade religiosa a privacidade de seus cidadãos e o apoio ao mercado livre. O termo progressismo, por sua vez, foi usado para descrever indivíduos como Theodore Roosevelt, que favorecia uma quantidade limitada de ativismo governamental. Durante a década de 1920, o termo progressista tornou-se associado a políticos como Robert M.La Follette, que defendeu a propriedade do governo de ferrovias e serviços públicos em sua candidatura presidencial de 1924 a terceiros. O progressivismo, portanto, ganhou uma associação com o radicalismo que os defensores de reformas mais moderadas procuravam evitar. O termo também não era atraente para certos grupos por causa de sua associação de longa data com o Partido Republicano e o movimento do Evangelho Social. No final dos anos 1920 e 1930, figuras políticas como Franklin D.Roosevelt adotaram cada vez mais o termo liberal para descrever um indivíduo que favorecia algum ativismo governamental, mas se opunha a reformas mais radicais.

#### New Deal
Na década de 1930, o liberalismo passou a descrever uma ideologia pragmática que exigia uma quantidade moderada de regulamentação governamental da economia, tributação progressiva e maior exercício do poder do governo federal em relação aos estados. Também passou a significar apoio ao trabalho organizado e um grau de hostilidade, ou pelo menos suspeita, de grandes negócios. O liberalismo reteve alguns aspectos do uso do termo antes dos anos 1930, incluindo o apoio às liberdades civis e ao secularismo. Essas posições foram contrastadas com as de sua esquerda política, que defendia mudanças maiores, e com os conservadores, que se opunham a essas mudanças.
O presidente Franklin D.Roosevelt assumiu o cargo em 1933, em meio à calamidade econômica da Grande Depressão, oferecendo à nação um New Deal destinado a aliviar a carência econômica e o desemprego, fornecer maiores oportunidades e restaurar a prosperidade. A presidência de Franklin D.Roosevelt (1933–1945), a mais longa da história dos Estados Unidos, foi marcada por um papel cada vez maior do governo federal na abordagem dos problemas econômicos e outros do país. Programas de ajuda humanitária geraram empregos, projetos ambiciosos como a Autoridade do Vale do Tennessee promoveram o desenvolvimento econômico e um sistema de seguridade social lançou as bases para o moderno sistema de bem-estar social da nação. A Grande Depressão se arrastou durante a década de 1930, apesar dos programas do New Deal, que tiveram um sucesso misto na solução dos problemas econômicos do país. O progresso econômico das minorias foi prejudicado pela discriminação, sobre a qual a administração Roosevelt fez menos do que as administrações subsequentes, mas mais do que havia feito antes.  O New Deal forneceu alívio direto para as minorias na década de 1930 através do Civilian Conservation Corps (CCC), Public Works Administration (PWA), Works Progress Administration (WPA) e outras agências e durante as ordens executivas da Segunda Guerra Mundial e a Feira de Comissão de Práticas de Emprego abriu milhões de novos empregos para minorias e proibiu a discriminação em empresas com contratos governamentais. Os 1,5 milhão de veteranos negros em 1945 tinham pleno direito aos generosos benefícios de veteranos do GI Bill nas mesmas bases que todos os outros.
O New Deal consistia em três tipos de programas projetados para produzir "Socorro, Recuperação e Reforma". O alívio foi o esforço imediato para ajudar um terço da população que foi mais afetada pela depressão. Roosevelt expandiu o programa de Assistência de Emergência e Construção de Herbert Hoover (ERCA) e acrescentou o CCC, o PWA e o WPA, este último substituindo em 1935 a Federal Emergency Relief Administration (FERA). Também em 1935, a Lei da Previdência Social e os programas de seguro-desemprego foram adicionados. A Lei da Previdência Social previa aposentadoria e renda por invalidez para americanos incapazes de trabalhar ou de encontrar empregos. Programas separados foram criados para socorro em áreas rurais, como a Administração de Reassentamento e a Administração de Segurança Agrícola. Os programas de recuperação procuraram restaurar a economia aos níveis anteriores à depressão. Envolvia gastos deficitários, derrubando o padrão ouro, esforços para inflacionar novamente os preços agrícolas que estavam muito baixos e esforços para aumentar o comércio exterior. Os esforços do New Deal para ajudar os Estados Unidos a se recuperarem foram em parte por meio de um programa Hoover muito expandido, a Reconstruction Finance Corporation (RFC).
A reforma foi baseada no pressuposto de que a depressão foi causada pela instabilidade inerente do mercado e que a intervenção do governo era necessária para racionalizar e estabilizar a economia e equilibrar os interesses dos agricultores, negócios e trabalho. As medidas de reforma incluíram o National Industrial Recovery Act (NIRA), a regulamentação de Wall Street pelo Securities Exchange Act (SEA), o Agricultural Adjustment Act (AAA) para programas agrícolas, o seguro Federal Deposit Insurance Corporation (FDIC) para depósitos bancários promulgado por meio do Glass – Steagall Act de 1933 e National Labor Relations Act (NLRA), também conhecido como Wagner Act, que trata das relações trabalhistas. Apesar dos incentivos de alguns New Dealers, não havia nenhum programa antitruste importante. Roosevelt se opôs ao socialismo (no sentido de propriedade estatal dos meios de produção) e apenas um programa importante, o Tennessee Valley Authority (TVA), envolvia a propriedade governamental dos meios de produção.

#### Segunda Guerra Mundial
Roosevelt foi presidente durante a maior parte da Segunda Guerra Mundial e, antecipando o período do pós-guerra, apoiou fortemente as propostas para a criação de uma organização das Nações Unidas como meio de encorajar a cooperação mútua para resolver problemas no cenário internacional. Seu compromisso com os ideais internacionalistas seguia a tradição de Woodrow Wilson, arquiteto da fracassada Liga das Nações. Seu apoio levou ao eventual estabelecimento das Nações Unidas, com a ressalva de que os Estados Unidos teriam poder de veto.

#### Guerra Fria
O liberalismo americano na Guerra Fria foi o herdeiro imediato do New Deal de Franklin D. Roosevelt e o herdeiro um pouco mais distante dos progressistas do início do século XX. Sol Stern escreveu que "o liberalismo da Guerra Fria merece crédito pela maior conquista americana desde a Segunda Guerra Mundial - vencer a Guerra Fria".
Nas décadas de 1950 e de 1960, os dois principais partidos políticos americanos incluíam facções liberais e conservadoras. O Partido Democrata tinha, de um lado, liberais do Norte e do Ocidente e, de outro, brancos do Sul geralmente conservadores. Difícil de classificar foram os norte urbanas democratas máquinas políticas. As máquinas urbanas apoiaram as políticas econômicas do New Deal, mas lentamente se desfizeram por causa das questões raciais. Alguns historiadores dividiram o Partido Republicano em facções liberais de Wall Street e conservadoras da Main Street, enquanto outros observaram que os conservadores do Partido Republicano vieram de estados sem litoral ( Robert Taft Jr. de Ohio e Barry Goldwater do Arizona) e os liberais tendiam a vir da Califórnia (Earl Warren e Pete McCloskey), Nova York (Nelson Rockefeller) e outros estados costeiros.
No início, os liberais geralmente não viam o sucessor de Franklin D. Roosevelt, Harry S.Truman, como um dos seus, vendo-o como um hack do Partido Democrata. No entanto, políticos liberais e organizações liberais como os Americanos pela Ação Democrática (ADA) se aliaram a Truman na oposição ao comunismo em casa e no exterior, às vezes com o sacrifício das liberdades civis. Por exemplo, Hubert Humphrey apresentou ao Senado em 1950 um projeto de lei para estabelecer centros de detenção onde aqueles declarados subversivos pelo presidente pudessem ser mantidos sem julgamento, mas não foi aprovado.
Os liberais estavam unidos em sua oposição ao macarthismo.
Os liberais do sul eram uma parte essencial da coalizão do New Deal, pois sem eles Roosevelt não tinha maiorias no Congresso. Os líderes típicos foram Lyndon B.Johnson no Texas, Jim Folsom e John Sparkman no Alabama, Claude Pepper na Flórida, Earl Long na Louisiana, Luther H.Hodges na Carolina do Norte e Estes Kefauver no Tennessee. Eles promoveram subsídios para pequenos agricultores e apoiaram o nascente movimento sindical. Uma condição essencial para essa coalizão Norte-Sul era que os liberais do norte ignorassem o racismo sulista. Depois de 1945, os liberais do norte, liderados especialmente pelo jovem Hubert Humphrey, de Minnesota, tornaram os direitos civis cada vez mais uma questão central. Eles convenceram Truman a se juntar a eles em 1948. Os conservadores democratas do sul, mais conhecidos como Dixiecrats, assumiram o controle dos partidos estaduais lá e concorreram à presidência de Strom Thurmond em 1948. Thurmond carregava apenas o Deep South, mas essa ameaça foi suficiente para garantir que o Partido Democrata nacional em 1952 e 1956 não tornasse os direitos civis uma questão importante. Em 1956, 101 dos 128 Representantes e Senadores do Sul assinaram o Manifesto do Sul denunciando a dessegregação forçada em 1956. O movimento operário no Sul foi dividido e perdeu sua influência política. Os liberais do sul estavam em um dilema, pois a maioria deles se calou ou moderou seu liberalismo, enquanto outros mudaram de lado e a minoria remanescente continuou no caminho liberal. Um por um, o último grupo foi derrotado. De acordo com o historiador Numan V.Bartley, “a própria palavra 'liberal' gradualmente desapareceu do léxico político do sul, exceto como um termo pejorativo”.

##### Consenso liberal
Em 1950, a ideologia liberal era tão dominante intelectualmente que o crítico literário Lionel Trilling escreveu que "o liberalismo não é apenas a tradição dominante, mas também a única tradição intelectual, [...] não há idéias conservadoras ou reacionárias em circulação".
Por quase duas décadas, o liberalismo da Guerra Fria permaneceu o paradigma dominante na política americana, culminando com a vitória esmagadora de Lyndon B.Johnson sobre Barry Goldwater nas eleições presidenciais de 1964. 
O consenso liberal do pós-guerra incluiu a aceitação de um modesto estado de bem-estar e políticas internas e externas anticomunistas. Alguns de seus elementos foram compartilhados com o liberalismo embutido, que visava combinar os benefícios dos mercados livres com algumas políticas internas intervencionistas.

#### Leis de direitos civis
O liberalismo da Guerra Fria surgiu em uma época em que a maioria dos afro-americanos estava política e economicamente destituída de direitos. Começando com To Secure These Rights, um relatório oficial emitido pela Casa Branca de Truman em 1947, os autoproclamados liberais abraçaram cada vez mais o movimento pelos direitos civis. Em 1948, o presidente Truman desagregou as forças armadas e os democratas inseriram uma forte plataforma de direitos civis na plataforma do partido, embora os delegados do Deep South tenham saído e nomeado uma chapa de terceiros, os Dixiecrats, liderados por Strom Thurmond. Truman aboliu a discriminação nas forças armadas, levando à integração de unidades militares no início dos anos 1950. No entanto, nenhuma legislação de direitos civis foi aprovada até um projeto de lei fraco em 1957.
Durante a década de 1960, as relações entre os liberais brancos e o movimento pelos direitos civis tornaram-se cada vez mais tensas à medida que os líderes dos direitos civis acusavam os políticos liberais de contemporizar e procrastinar, embora eles percebessem que precisavam do apoio dos democratas do norte e republicanos liberais para os votos para aprovar qualquer legislação Obstrucionismo do sul. Muitos liberais brancos acreditavam que o movimento popular pelos direitos civis iria apenas irritar muitos brancos do sul e tornar ainda mais difícil a aprovação de leis de direitos civis no Congresso. Em resposta a essa preocupação, o líder dos direitos civis Martin Luther King Jr. concordou em moderar a marcha sobre Washington em 1963. O presidente John F.Kennedy finalmente endossou a marcha em Washington e propôs o que se tornaria a Lei dos Direitos Civis de 1964, mas não conseguiu aprová-la durante sua vida. Lyndon B.Johnson havia sido um democrata do New Deal na década de 1930 e, na década de 1950, decidiu que o Partido Democrata precisava romper com seu passado segregacionista e endossar o liberalismo racial, bem como o liberalismo econômico. Johnson aproveitou a enorme onda de simpatia pelo predecessor assassinado. Com a ajuda de republicanos conservadores liderados por Everett Dirksen, a obstrução do sul foi quebrada. Johnson promulgou uma grande quantidade de legislação da Grande Sociedade, encabeçada pelo poderoso Civil Rights Act de 1964, que proibiu a segregação, e o Voting Rights Act de 1965, que reverteu os esforços do Estado para impedir que os negros votassem e facilitou sua mobilização como milhões de novos eleitores democratas liberais. O resultado foi o fim imediato da segregação na maioria dos locais públicos (exceto escolas) e o fim das restrições ao voto negro. Inesperadamente, a passagem foi rapidamente seguida por uma onda de tumultos negros nas cidades do interior, que contribuíram para os "longos verões quentes" em todas as grandes cidades de 1964 a 1970. Os distúrbios alienaram grande parte da classe trabalhadora branca que havia sido a base do elemento sindical na coalizão de direitos civis.
O próprio movimento pelos direitos civis estava se fragmentando. Em 8 de março de 1964, Malcolm X declarou que iria organizar uma organização nacionalista negra que tentaria "aumentar a consciência política" dos afro-americanos. Em 1966, um movimento Black Power surgiu. Os defensores do Black Power acusaram os liberais brancos de tentar controlar a agenda dos direitos civis. Os defensores do Black Power queriam que os afro-americanos seguissem um "modelo étnico" para obter o poder, não muito diferente do das máquinas políticas democratas nas grandes cidades.  Isso os colocou em rota de colisão com os políticos da máquina urbana e em suas bordas o movimento Black Power continha separatistas raciais que queriam desistir da integração por completo - um programa que não poderia ser endossado pelos liberais americanos de qualquer raça.  A mera existência de tais indivíduos (que sempre receberam mais atenção da mídia do que seus números reais poderiam ter garantido) contribuiu para a "reação branca" contra os liberais e ativistas dos direitos civis.

#### Conflitos com a nova esquerda no Vietnã
Enquanto o movimento pelos direitos civis isolava os liberais da classe trabalhadora branca e dos democratas do sul, a Guerra do Vietnã lançou outra cunha nas fileiras liberais, dividindo "falcões" pró-guerra como o senador Henry M.Jackson de "pombos" como Senator e 1972 candidato presidencial George McGovern. À medida que a guerra se tornava a principal questão política da época, um acordo sobre questões internas não era suficiente para manter o consenso liberal unido. O Vietnã fazia parte da estratégia de contenção do comunismo soviético, que começou para valer em 1947 para conter a ameaça soviética. Na campanha presidencial de 1960, Kennedy era mais "hawkish" no Sudeste Asiático do que Richard Nixon. Embora a guerra tenha se expandido de 16.000 americanos no Vietnã sob Kennedy para 500.000 sob Johnson, houve muita continuidade de suas políticas, até que Nixon chegou em 1969. A profunda divisão entre os liberais e a Nova Esquerda, especialmente na política externa, perturbou o Partido Democrata por décadas.
Uma grande parte da crescente oposição à guerra veio de ativistas mais jovens, com uma forte base em campi universitários de elite. Eles se alienaram do sistema e formaram a Nova Esquerda. Depois que Johnson se saiu mal nas primárias de 1968 e decidiu se concentrar na promoção da paz e não se candidatar à reeleição, as tensões aumentaram rapidamente dentro do Partido Democrata. Os assassinatos atingiram os dois principais liberais, Martin Luther King Jr. e Robert F.Kennedy. O vice-presidente Hubert Humphrey, agora um moderado cauteloso que humildemente seguia Lyndon Johnson na política interna e externa, foi o último homem a resistir na desastrosamente violenta Convenção Nacional Democrata de 1968. Grande parte da direita do partido, do sul e distritos brancos étnicos no norte, desviou-se para votar no governador do Alabama, George Wallace. O resultado foi uma vitória apertada do republicano Richard Nixon em uma disputa de três vias. Embora considerado um conservador, o presidente Nixon, com um Congresso democrático, promulgou muitas políticas liberais, incluindo o estabelecimento da Agência de Proteção Ambiental, normalizando as relações com a China comunista e iniciando as negociações de limitação de armas estratégicas para reduzir a disponibilidade de mísseis balísticos.

Porcentagem de liberais autoidentificados nos Estados Unidos divididos por estado de acordo com Gallup, agosto de 2010; cores mais escuras significam mais liberais por estado (clique na imagem para obter detalhes)

Os liberais odiavam Nixon veementemente e ele retribuía na mesma moeda com uma lista de inimigos. Ainda assim, como presidente, Nixon assumiu muitas posições políticas que só podem ser descritas como liberais. Antes de Nixon ser eleito, a ala liberal de seu próprio partido favorecia políticos como Nelson Rockefeller e William Scranton. Em 1968, Nixon ganhou a nomeação por um apelo a uma "maioria silenciosa" de conservadores, revoltados e assustados com o aumento das taxas de criminalidade e os tumultos raciais generalizados. Usando ordens executivas, ele criou sozinho a principal agência ambiental (a Agência de Proteção Ambiental ), algo que foi alcançado sem votação no Congresso. Ele expandiu o financiamento para favoritos liberais como o National Endowment for the Arts e o National Endowment for the Humanities. Um de seus principais conselheiros foi o liberal Daniel Patrick Moynihan, que disse que "Nixon optou principalmente por políticas liberais, apenas revestindo-as [...] de uma retórica conservadora". Além de apoiar causas liberais como as artes e o meio ambiente, ele apoiou a liberalização das leis contra as drogas recreativas. Para espanto dos conservadores, ele impôs controles de preços e salários para conter a inflação. Noam Chomsky, que freqüentemente ataca o liberalismo da esquerda, chamou Nixon de "em muitos aspectos o último presidente liberal". Os historiadores enfatizam cada vez mais o liberalismo das políticas de sua administração, embora não as atribuam a Nixon pessoalmente.
O período de 1965 a 1974 foi uma grande era de ativismo liberal no congresso, com o congresso liderado pelos democratas durante a presidência de Richard Nixon continuando a produzir políticas internas liberais. Eles se organizaram internamente para reunir votos, rastrear a legislação, mobilizar interesses e produzir projetos de lei sem a assistência direta da Casa Branca. Uma ampla gama de medidas progressivas foi realizada, tais como aumentos na seguridade social (aumento de benefício de 20% e vinculação a aumentos automáticos do custo de vida em 1972), bem-estar público (com expansão do seguro-desemprego, vale-refeição e previdência complementar acréscimos de renda à previdência social), normas trabalhistas (com a aprovação da Lei de Segurança e Saúde Ocupacional em 1970), ajuda urbana (com a adição de subsídios de transporte coletivo às leis de construção de rodovias), ambientalismo (com a aprovação da Lei Nacional de Proteção Ambiental Lei de 1969 e Lei do Ar Limpo de 1970), auxílio à educação (incluindo Título IX em 1972), direitos civis (com a extensão da Lei de Direitos de Voto em 1970)  e nutrição (com o estabelecimento do Programa de Suplemento Especial para Nutrição para Mulheres, Bebês e Crianças em 1972).
O domínio político do consenso liberal mesmo nos anos Nixon pode ser melhor visto em políticas, por exemplo, o estabelecimento da Agência de Proteção Ambiental e também na proposta fracassada de Nixon de substituir o sistema de bem-estar social por uma renda anual garantida por meio de um imposto de renda negativo. As ações afirmativas em sua forma mais orientada para cotas era uma política de administração de Nixon. Até mesmo a Guerra às Drogas de Nixon alocou dois terços de seus fundos para tratamento, uma proporção muito maior do que seria o caso sob qualquer presidente, republicano ou democrata subsequente. Além disso, a normalização de Nixon das relações diplomáticas com a China comunista e sua política de détente com a União Soviética foram provavelmente mais populares entre os liberais do que com sua base conservadora. Nixon também apoiou com sucesso um ajuste de custo de vida para beneficiários do Seguro Social.
Uma visão oposta foi oferecida por Cass R.Sunstein em The Second Bill of Rights. Ele argumenta que, por meio de suas nomeações para a Suprema Corte, Nixon efetivamente encerrou uma expansão de décadas sob a lei de direitos econômicos dos Estados Unidos, nos moldes daqueles apresentados na Declaração Universal dos Direitos Humanos, adotada em 1948 pela Assembleia Geral das Nações Unidas .

#### Desde a década de 1970
Durante os anos Nixon e durante a década de 1970, o consenso liberal começou a se desfazer. A aliança com os democratas do sul brancos foi perdida na era dos direitos civis. Embora a constante emancipação dos afro-americanos tenha expandido o eleitorado para incluir muitos novos eleitores simpáticos às visões liberais, não foi o suficiente para compensar a perda de alguns democratas do sul. O trabalho organizado, por muito tempo um baluarte do consenso liberal, havia passado do pico de seu poder nos Estados Unidos e muitos sindicatos permaneceram a favor da Guerra do Vietnã, mesmo com os políticos liberais cada vez mais se voltando contra ela. Dentro da liderança do Partido Democrata, houve uma virada para a moderação em temas raciais após a derrota do liberal George McGovern em 1972.
Enquanto isso, nas fileiras republicanas, uma nova ala do partido emergiu. Os conservadores anti-establishment que foram estimulados por Barry Goldwater em 1964 desafiaram a liderança mais liberal em 1976 e assumiram o controle do partido sob Ronald Reagan em 1980. Os republicanos liberais desapareceram até mesmo em suas fortalezas nordestinas. Reagan reduziu com sucesso as taxas marginais de imposto, principalmente para aqueles no topo da distribuição de renda, enquanto suas reformas da Previdência Social aumentaram os impostos no meio e na base da distribuição de renda, deixando a carga tributária total inalterada.
Grupos mais centristas, como o Conselho de Liderança Democrática (DLC), apoiaram Bill Clinton e desafiaram os liberais pelo controle do Partido Democrata. Clinton se retratou como um novo democrata centrista. Assim, ele se distanciou dos democratas do New Deal. Com a ajuda do DLC dominado pelo sul, Clinton reivindicou o centro da política nacional. Clinton trabalhou com os conservadores e contra a forte oposição liberal para encerrar alguns dos principais programas de bem-estar e implementar o Nafta, ligando as economias dos Estados Unidos, Canadá e México.   Clinton pressionou para estender os ideais liberais nas áreas de saúde (onde ele falhou) e proteção ambiental (onde teve mais sucesso). No geral, ele sofreu ataques ferozes da esquerda e de muitos liberais que o acusaram de trair as tradições do New Deal do governo ativista, especialmente em relação ao bem-estar e sua colaboração com as empresas.
Em 1º de janeiro de 2013, o presidente Barack Obama conseguiu aumentar os impostos sobre os ricos, ao mesmo tempo em que os mantinha firmes sobre a classe média. Em 21 de janeiro de 2013, Obama fez seu segundo discurso de posse que defendeu várias causas liberais.

## Variedades

### Liberalismo inicial
Os Estados Unidos foram o primeiro país a ser fundado nas idéias liberais de John Locke e outros filósofos do Iluminismo, sem monarquia e sem aristocracia hereditária, e embora os estados individuais tivessem estabelecido religiões, o governo federal foi impedido de estabelecer a religião pelos Primeira Emenda. A Declaração de Direitos dos Estados Unidos garante a todos os cidadãos as liberdades defendidas pelos filósofos liberais, ou seja, igualdade perante a lei, liberdade de religião, liberdade de expressão, liberdade de imprensa, o direito de se reunir em uma reunião pacífica, o direito de petição ao governo para reparação de queixas e o direito de portar armas, entre outras liberdades e direitos. Nesse sentido, praticamente todos os americanos são liberais.
Porém, antes e depois da fundação do país, surgiram questões jurídicas sobre o alcance desses direitos e liberdades. Na decisão Dred Scott de 1856-1857, a Suprema Corte determinou que esses direitos só se aplicavam aos homens brancos e que os negros não tinham direitos que qualquer homem branco fosse obrigado a respeitar. Várias emendas constitucionais após a decisão de Dred Scott estenderam as garantias da Declaração de Direitos a classes maiores de cidadãos, a todos os cidadãos em 1868, em seguida, especificamente aos negros em 1870, às mulheres em 1919 e às pessoas incapazes de pagar um poll tax em 1964

### Liberalismo clássico
Nos Estados Unidos, o liberalismo clássico, também chamado de liberalismo laissez-faire, é a crença de que uma economia de livre mercado é a mais produtiva e a interferência do governo favorece alguns e prejudica muitos - ou, como declarou Henry David Thoreau, "aquele governo é o melhor que governa menos". O liberalismo clássico é uma filosofia de individualismo e responsabilidade própria com pouca preocupação com grupos ou subcomunidades. Os liberais clássicos nos Estados Unidos acreditam que, se a economia for deixada para as forças naturais da oferta e da demanda, livre da intervenção do governo, o resultado será a mais abundante satisfação das necessidades humanas. Os liberais clássicos modernos se opõem aos conceitos de social-democracia e de estado de bem -estar.

### Liberalismo moderno
Em 1883, Lester Frank Ward (1841–1913) publicou Dynamic Sociology: Or Applied Social Science, as Based Upon Statical Sociology and the Less Complex Sciences e expôs os princípios básicos do liberalismo americano moderno enquanto, ao mesmo tempo, atacava o laissez-faire  que eram políticas defendidas por Herbert Spencer e William Graham Sumner. Ward era um defensor apaixonado de uma sociologia que dirigisse de forma inteligente e científica o desenvolvimento da sociedade.
Outro pensador influente na Era Progressista foi Herbert Croly (1869–1930). Ele efetivamente combinou a teoria liberal clássica com a filosofia progressista e fundou o periódico The New Republic para apresentar suas idéias. Croly defendeu uma economia mista, o aumento dos gastos com educação e a criação de uma sociedade baseada na "fraternidade dos homens". Em 1909, Croly publicou The Promise of American Life, no qual propunha elevar o padrão geral de vida por meio do planejamento econômico, embora se opusesse à sindicalização agressiva. Em The Techniques of Democracy (1915), Croly argumentou contra o individualismo dogmático e o socialismo dogmático. Como editor do The New Republic, ele tinha o fórum para atingir a comunidade intelectual.
According to Paul Starr, sociologist at Princeton University: 
Liberalism wagers that a state [...] can be strong but constrained—strong because constrained. [...] Rights to education and other requirements for human development and security aim to advance the opportunity and personal dignity of minorities and to promote a creative and productive society. To guarantee those rights, liberals have supported a wider social and economic role for the state, counterbalanced by more robust guarantees of civil liberties and a wider social system of checks and balances anchored in an independent press and pluralistic society.— Paul Starr, The New Republic, March 2007
salvamentos financeiros,